# Појениле Изеј (Марамуреш)
Појениле Изеј (рум. Poienile Izei) насеље је у Румунији у округу Марамуреш у општини Појениле Изеј. Oпштина се налази на надморској висини од 507 m.

## Становништво
Према подацима из 2002. године у насељу је живело 1028 становника, од којих су сви румунске националности.